# Heterocompsa seabrai
Heterocompsa seabrai là một loài bọ cánh cứng trong họ Cerambycidae.